# كيم أندريه أرنسن
كيم أندريه أرنسن (بالنرويجية البوكمول: Kim André Arnesen)‏ هو  وملحن نرويجي، ولد في 28 نوفمبر 1980 في تروندهايم في النرويج.

## وصلات خارجية
- الموقع الرسمي
- كيم أندريه أرنسن على موقع ميوزك برينز (الإنجليزية)
- كيم أندريه أرنسن على موقع ديسكوغز (الإنجليزية)